# Lista de navios da Marinha do Brasil com o nome Amazonas
A Marinha do Brasil ao longo de sua história dispôs, entre seus meios navais, de nove navios com o nome Amazonas em homenagem ao rio e estado homônimos. No século XIX, em um período de cerca de dez anos, foram batizadas três embarcações com o referido nome. A primeira foi uma fragata construída nos Estados Unidos. A embarcação foi batizada de Amazonas quando de seu lançamento ao mar. Após chegar ao Brasil, em 1826, foi renomeada para Isabel. Alguns anos depois, uma corveta incorporada em 1828 foi a segunda embarcação a ser batizada. Em seguida, a escuna Amazonas passou a servir na Armada desde 1837 até 1840.
Cerca de doze anos depois, uma segunda fragata recebeu o nome Amazonas. A embarcação desempenhou um importante papel na Guerra do Paraguai. O Brasil solicitou a construção do cruzador Amazonas no final do século XIX, porém foi vendido para os Estados Unidos, antes de ser comissionado na armada, que o renomeou para USS New Orleans. No início do século XX, a Marinha do Brasil passou a modernizar sua armada comissionando dentre outros o contratorpedeiro Amazonas (CT-1) utilizado na defesa da costa brasileira na Primeira Guerra Mundial. Após a Segunda Guerra Mundial, a armada brasileira comissionou o também contratorpedeiro Amazonas (D-12), construído no país com auxílio britânico. Em 1973, foi comissionado o submarino Amazonas (S-16). Por fim, em 2012, a marinha integrou o NPaOc Amazonas (P-120), um navio-patrulha oceânico.

## Navios
| Imagem | Embarcação Tempo de serviço                          | Descrição | Referências          |
| ------ | ---------------------------------------------------- | --- | -------------------- |
|        | Fragata Constituição (ex-Amazonas) 1826–1883         | Construído nos Estados Unidos, foi incorporado à Armada Imperial em 1826. Foi a primeira embarcação brasileira a receber o nome Amazonas, batismo que ocorreu quando a fragata foi lançada ao mar. Após chegar ao Brasil, foi renomeada para Isabel e, por fim, Constituição. Foi aposentada em 1883.       | [ 1 ] [ 2 ]          |
|        | Corveta Amazonas 1829–1843                           | Foi incorporado à Armada em 1828, com baixa do serviço em 1843. Seu primeiro nome foi Trinta de Agosto. Foi batizada de Amazonas em 1837. Participou dos combates da Revolta dos Cabanos na Província do Grão-Pará.                                                                                         | [ 3 ] [ 4 ]          |
|        | Escuna Amazonas 1837–1840                            | Foi incorporado à Armada em 1837, com baixa do serviço em 1840. Participou dos combates da Revolta dos Cabanos na Província do Grão-Pará. | [ 5 ] [ 4 ]          |
|        | Fragata Amazonas 1852–1884                           | Construído na inglaterra e incorporado à Armada em 1852. A fragata desempenhou papel importante na Guerra do Paraguai, especialmente nas batalhas navais de Riachuelo, Mercedes e Cuevas. Foi aposentado em 24 de janeiro de 1884 e convertido em navio de instrução. Afundou em 1893 na Baía de Guanabara. | [ 6 ]                |
|        | Contratorpedeiro Amazonas (CT-1) 1909–1926           | Contruído na Inglaterra, fruto do programa de modernização naval da marinha brasileira iniciado em 1904. Durante a Primeira Guerra Mundial, auxiliou na defesa da costa brasileiro. Foi aposentado em 29 de julho de 1926.                                                                                  | [ 7 ] [ 8 ]          |
|        | USS New Orleans (CL-22) ex-Amazonas Operado pela USN | Foi um cruzador da mesma classe do Barroso construído originalmente para o Brasil, recebendo o nome Amazonas até ser vendido, antes de ser comissionado, para os Estados Unidos onde fez carreira. | [ 9 ]                |
|        | Contratorpedeiro Amazonas (D-12) 1949–1973           | Construído no Brasil, foi incorporado à Armada em 11 de junho de 1949. Pertencente à classe Amazonas, classe de contratorpedeiros construídos no Arsenal de Marinha do Rio de Janeiro com suporte de técnicos britânicos. O Amazonas foi descomissionado em 19 de junho de 1973.                            | [ 10 ] [ 11 ] [ 12 ] |
|        | Submarino Amazonas (S-16) 1973–1997                  | O submarino Amazonas foi construído nos Estado Unidos. Ex- USS Greenfish (SS-351), foi vendido ao Brasil e incorporado em 19 de setembro de 1973, permanecendo na Armada até 21 de agosto de 1997. | [ 13 ]               |
|        | Navio de Patrulha Ocêanica Amazonas (P-120) 2012–    | O navio de patrulha oceânica Amazonas pertence à classe Amazonas. A embarcação foi construída na Inglaterra, incorporada em 29 de junho de 2012 e está em serviço ativo desde então. | [ 14 ] [ 15 ]        |